# Пакицеты
Пакицеты (лат. Pakicetus, буквально: пакистанский кит) — род вымерших хищных млекопитающих из семейства Pakicetidae, относящегося к примитивным китообразным. Остатки представителей рода датируются ипром — лютетом.
Пакицеты — одни из самых древних из известных науке предшественников современных китов, делавшие первые попытки поиска пищи в воде.

## Описание
Этот первобытный «кит» ещё вёл земноводный образ жизни, как современный тюлень. Представляет собой тонконогого зверя с крохотными копытцами на пальцах. Имел мощные челюсти, близко посаженные глаза и мускулистый хвост. Жил близ водоёмов в поисках добычи.
Основной особенностью является то, что их лодыжечные кости более всего напоминают кости свиней, овец и бегемотов. Черепные же кости очень похожи на аналогичные кости китов. С китами пакицетов роднит устройство уха: их слуховая булла, как и у кита, образовалась исключительно из барабанной кости. Форма ушной области пакицетов весьма необычна и находит аналоги только у китообразных. Первоначально предполагалось, что ухо было приспособлено для жизни под водой, однако, как показали дальнейшие исследования, уши пакицетов подходят только для воздушной среды, и, если пакицеты действительно предки китов, возможность слышать под водой была позднейшей адаптацией уже имевшегося слухового аппарата. Как утверждает американский палеонтолог Ханс Тевиссен из Огайского университета, зубы пакицета тоже напоминают зубы ископаемых китов.
Тевиссен также отыскал несколько фрагментов костей, из которых был составлен череп, который напоминал своей формой череп кита, а также фрагменты позвоночника и ног (формация Кулдана из Пакистана).

## Классификация
По данным сайта Paleobiology Database, на август 2020 года в род включают 4 вымерших вида:
- Pakicetus attocki West, 1980
- Pakicetus calcis Cooper et al., 2009
- Pakicetus chittas Cooper et al., 2009
- Pakicetus inachus Gingerich & Russell, 1981